# Ronald Pettersson
Ronald Erik Pettersson (Surahammar, 16 aprile 1935 – Göteborg, 6 marzo 2010) è stato un hockeista su ghiaccio svedese.

## Palmarès

### Olimpiadi invernali
- 1 medaglia:
  - 1 argento (Innsbruck 1964)

### Mondiali
- 6 medaglie:
  - 2 ori (Mosca 1957; Colorado Springs/Denver 1962)
  - 2 argenti (Stoccolma 1963; Vienna 1967)
  - 2 bronzi (Oslo 1958; Tampere 1965)